# Coen Drion
Coenraad Eduard Drion (Leiden, 30 december 1956) is een Nederlands jurist. Hij was jarenlang advocaat en was van 2010 tot 2015 raadsheer bij de Hoge Raad der Nederlanden. Drion was van 1992 tot 2010 partner bij het Amsterdamse advocatenkantoor Kennedy Van der Laan. Sinds 2015 is hij weer advocaat, nu bij de Amsterdamse vestiging van het Amerikaanse kantoor Jones Day.

## Achtergrond en loopbaan
Coen Drion is de oudste zoon van Jan Drion en Liz Drion-van Rooijen. Na een niet afgemaakte studie sociologie en een korte carrière in de theaterwereld, koos Drion voor een studie Nederlands Recht aan de Rijksuniversiteit Groningen. Na enkele jaren als advocaat werkzaam te zijn geweest bij Van Doorne & Sjollema (later gefuseerd tot Trenité van Doorne) richtte hij in 1992 samen met tien andere advocaten het advocatenkantoor Kennedy Van der Laan op. In 2004 werd Drion voor de eerste keer op de voordrachtslijst van de Hoge Raad der Nederlanden geplaatst.
Als advocaat was Drion gespecialiseerd in contracten- en aansprakelijkheidsrecht. Daarnaast hield hij zich bezig met het Nederlandse mededingingsrecht en ICT-recht. In het kader van dit laatste rechtsgebied heeft Drion in 2008 de Gouden Peer voor de beste ICT-jurist in Nederland ontvangen van het juridisch tijdschrift Mr. Voorts ontving hij in 2008 de Dekenprijs voor beste Amsterdamse advocaat.
In februari 2015 werd bekend dat Drion per september dat jaar terugkeert naar de advocatuur. Hij is de eerste raadsheer bij de Hoge Raad die zo'n overstap maakt.

## Code Drion
Drion is pleitbezorger van een maatschappelijk verantwoorde houding van advocatenkantoren, onder meer waar het de tariefstelling van rechtshulp betreft. Dit heeft geresulteerd in de Code Drion (“Code Effectieve Toegang tot de Rechtsbedeling”) waarmee wordt beoogd dat kantoren zich profileren als maatschappelijk verantwoord opererende ondernemingen door zich te binden aan deze Code. Meer specifiek zouden met name grote kantoren tegen lagere tarieven dan gebruikelijk rechtshulp moeten gaan verlenen en bijvoorbeeld geld storten in een fonds dat projecten gaat financieren om rechtshulp financieel toegankelijker te maken.